# Lorwana
Lorwana est une ville du Botswana.